# Laurențiu Dumitru Roșu
Laurențiu Dumitru Roșu (ur. 26 października 1975 w Jassach) – rumuński piłkarz, grający w Recreativo de Huelva i Reprezentacji Rumunii.
W reprezentacji Rumunii strzelił 5 goli w 38 meczach.

## Statystyki
| Sezon   | Klub                 | Państwo   | Mecze | Gole |
| ------- | -------------------- | --------- | ----- | ---- |
| 1993/94 | Steaua Bukareszt     | Rumunia   | 4     | 0    |
| 1994/95 | Steaua Bukareszt     | Rumunia   | 31    | 6    |
| 1995/96 | Steaua Bukareszt     | Rumunia   | 29    | 3    |
| 1996/97 | Steaua Bukareszt     | Rumunia   | 23    | 6    |
| 1997/98 | Steaua Bukareszt     | Rumunia   | 14    | 3    |
| 1998/99 | Steaua Bukareszt     | Rumunia   | 32    | 14   |
| 1999/00 | Steaua Bukareszt     | Rumunia   | 26    | 13   |
| 2000/01 | Numancia Soria       | Hiszpania | 27    | 8    |
| 2001/02 | Numancia Soria       | Hiszpania | 36    | 7    |
| 2002/03 | Numancia Soria       | Hiszpania | 26    | 5    |
| 2003/04 | Numancia Soria       | Hiszpania | 36    | 7    |
| 2004/05 | Recreativo de Huelva | Hiszpania | 31    | 9    |
| 2005/06 | Recreativo de Huelva | Hiszpania | 35    | 10   |
| 2006/07 | Recreativo de Huelva | Hiszpania | 27    | 3    |
| 2007/08 | Recreativo de Huelva | Hiszpania | 4     | 0    |
| 2008/09 | Cádiz CF             | Hiszpania | 12    | 2    |